# Distretto di Temir
Il distretto di Temir (in kazako: Темір ауданы) è un distretto (audan) del Kazakistan con  capoluogo Temir.